# 铁塔街道
铁塔街道，是中华人民共和国河南省開封市顺河回族区下辖的一个乡镇级行政单位。

## 行政区划
铁塔街道下辖以下地区：
延寿寺社区、东棚板社区、铁塔社区和北西后社区。